# Juan Denck
Juan Denck (Habach, 1495 - Basilea, noviembre de 1527) fue un teólogo anabaptista alemán durante la Reforma.

## Biografía

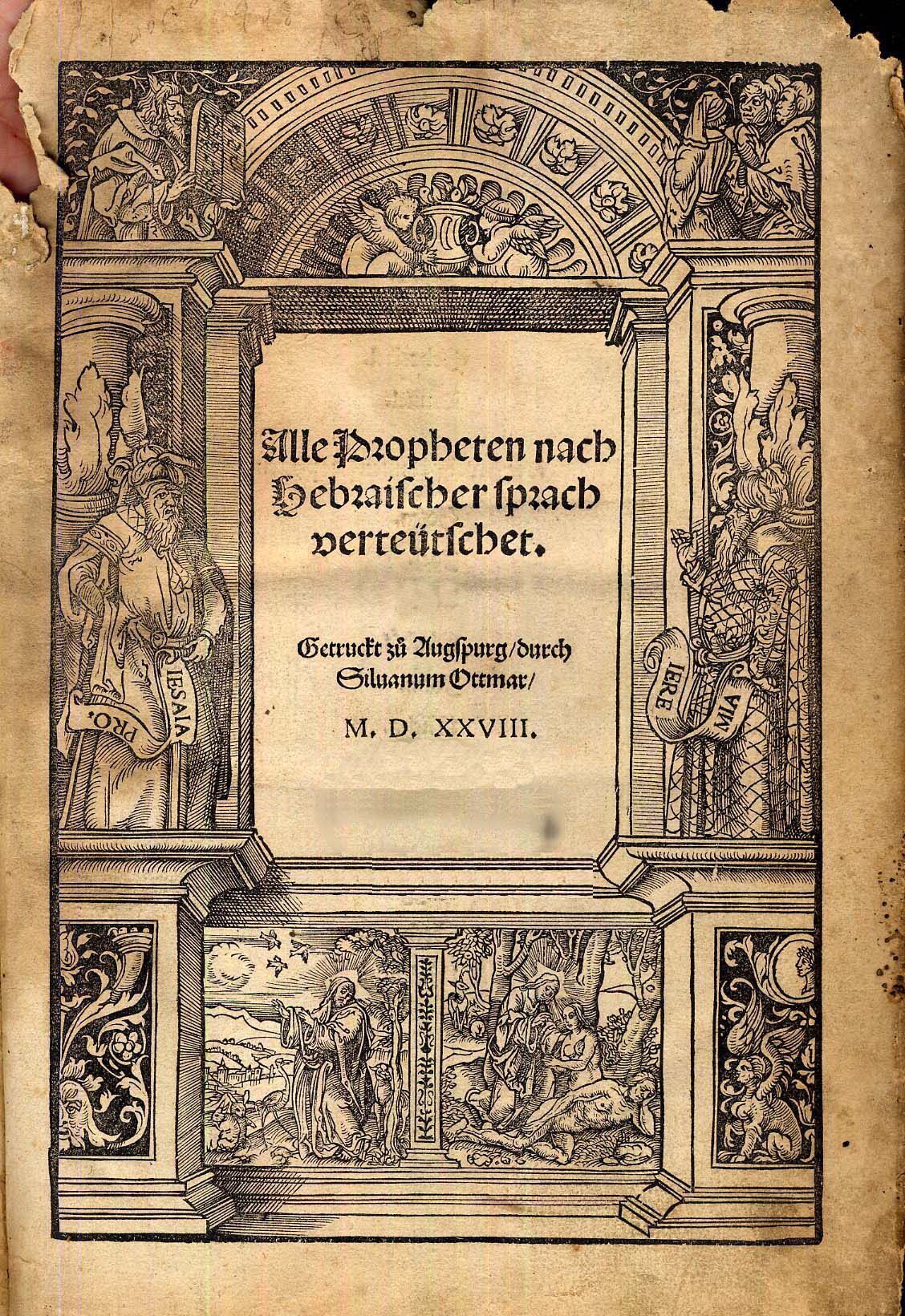
Cubierta de la edición de Augsburgo de Alle Propheten (1528), traducción del Antiguo Testamento al alemán realizada por Luis Hatzer y Juan Denck.

Después de recibir una educación clásica en la Universidad de Ingolstadt, fue profesor de lenguas en Ratisbona, impresor en Basilea y en 1523 rector de la escuela parroquial San Sebaldo en Núremberg. En 1524 contrajo matrimonio. Ese mismo año resultó implicado en el juicio contra los tres pintores espiritualistas radicales, seguidores de Karlstadt, Wilhem Panz y los hermanos Hans y Barthel Beham, quienes fueron expulsados de la escuela de Alberto Durero y de la ciudad. Denck debió comparecer ante el concejo municipal, donde leyó su "Confesión de fe", que hace énfasis en el bautismo interior, después de lo cual, el 21 de enero de 1525, recibió la orden de abandonar Núremberg.
Se fue entonces a San Galo, Suiza, donde se relacionó con el movimiento anabaptista, y luego a Augsburgo, donde fue bautizado por Baltasar Hubmaier y se identificó con los espiritualistas Sebastian Franck y Kaspar Schwenckfeld. En 1526 llegó a Estrasburgo, donde permaneció junto con Ludwig Haetzer. También fue desterrado de allí y tuvo que peregrinar por el sur de Alemania y Suiza hasta que encontró refugio en casa de Juan Ecolampadio en Basilea. Después de asistir al "Sínodo de los Mártires" en Augsburgo, hizo hincapié en el rechazo al sectarismo y afianzó su espiritualismo. Regresó a Basilea, donde murió en 1527 de peste bubónica.

## Teología
Para Denck, Dios otorga su gracia a todos los humanos, a quienes confiere la dignidad responsable de la decisión frente a la misma gracia, el libre albedrío: "no es suficiente que Dios esté en ti, tú debes estar en Dios". Nadie puede vanagloriarse de sus obras ni de su fe como si las hubiera adquirido por sí mismo, porque provienen sólo de Dios, cuyo amor por los humanos se revela en Jesús.
"No hay que negar la Palabra que está en el corazón, sino escuchar con celo y seriedad lo que Dios quiere decir dentro de nosotros... no hay que desechar ningún testimonio, sino escuchar y examinar todo"; la única forma de entender las Escrituras es evitar el sectarismo y dejar que el Espíritu Santo guíe la exégesis viva y la Palabra viva en el corazón. Según Denck, "a Cristo nadie lo puede conocer bien, a no ser que lo siga en vida".
Consideraba que los sacramentos no tenían un valor objetivo en sí mismos y el bautismo exterior es sólo una declaración del bautismo interior, de la fe. La cena del Señor también tiene un significado exterior que representa la realidad interior de quienes comen el pan vivo y beben el cáliz invisible preparado por Dios a través de Cristo. La palabra viva de Dios es también decisiva frente a su Palabra formal de la Biblia, escrita por testigos de la verdad.

## Escritos
- Bekenntnis für den Rat von Nürnberg ("Confesión de fe ante el Concilio de Nuremberg", enero de 1525)
- Wer die warheil warlich lieb hat ("Quien realmente ama la verdad", 1525)
- Was geredet sei, das die Schrift sagt ("Lo que se pretende que las Escrituras digan", 1526)
- Vom Gesatz Gottes ("Sobre la Ley de Dios", 1526)
- Ordnung Gottes und der Creaturen Werk ("Orden de Dios y acción de las criaturas", 1526)
- Von der waren Liebe ("Sobre el verdadero amor", 1527)
- Widerruf ("Renuncia" al sectarismo, 1528)
- Etliche Hauptreden: Wie Gott einig wäre ("Algunas propuestas: Cómo Dios estaría de acuerdo", 1528)

Se conocen también varias cartas sobre temas teológicos y eclesiásticos; algunos poemas en latín y su comentario al libro del profeta Miqueas.